# Amine Bassi
Amine Bassi (sinh ngày 27 tháng 11 năm 1997) là một cầu thủ bóng đá chuyên nghiệp hiện tại đang thi đấu ở vị trí tiền vệ cho câu lạc bộ Houston Dynamo tại Major League Soccer. Sinh ra tại Pháp, anh đại diện cho Maroc trên đấu trường quốc tế.

## Sự nghiệp thi đấu

### Nancy
Bassi bắt đầu sự nghiệp chuyên nghiệp của mình với AS Nancy Lorraine, gia nhập từ đội trẻ của Épinal vào năm 2015. Trong mùa giải đầu tiên của anh với câu lạc bộ, anh chơi với đội dự bị ở Championnat de France Amateur 2, hạng 5 của bóng đá Pháp, nơi anh ấy ra sân 21 lần và ghi được 5 bàn thắng.
Bassi ra mắt đội một trong trận thua 3–0 tại Ligue 1 trước Monaco vào ngày 6 tháng 5 năm 2017. Anh ấy kết thúc mùa giải 2016–17 với 1 lần ra sân ở đội một khi Nancy xuống chơi ở Ligue 2 sau khi kết thúc ở vị trí thứ 19. Anh cũng ra sân 22 lần và ghi 6 bàn cho Nancy II. Vào ngày 9 tháng 5, Bassi đồng ý ký hợp đồng chuyên nghiệp với Nancy, có thời hạn đến tháng 6 năm 2020.
Bassi đã khẳng định chính mình ở đội 1 trong mùa giải 2017–18. Vào ngày 8 tháng 9 năm 2017, anh ghi bàn thắng đầu tiên và thứ 2 cho đội một Nancy, đồng thời có một pha kiến tạo giúp ASNL giành chiến thắng 3–0 trước Valenciennes. Bassi kết thúc mùa giải với 7 bàn thắng và 7 đường kiến tạo sau 33 lần ra sân ở Ligue 2 khi Nancy đứng thứ 17, hơn nhóm xuống hạng 2 điểm. Anh cũng đã có một bàn thắng trong 3 lần ra sân tại Cúp bóng đá Pháp và một pha kiến tạo ở Cúp Liên đoàn bóng đá Pháp.
Bassi bắt đầu mùa giải 2018–19 một cách chậm chạp, nhưng đã lấy lại được phong độ trong năm mới. Anh đã ghi bàn thắng đầu tiên của mình vào ngày 19 tháng 1 trong trận thua 2-1 trước RC Lens. Anh đã ghi một cú đúp vào ngày 22 tháng 2 để giúp ASNL giành chiến thắng 3–1 trước Gazélec Ajaccio. Vào ngày 10 tháng 5, trong trận đấu áp chót của mùa giải, Bassi đã ghi bàn giúp Nancy chiến thắng 1–0 trước đối thủ cùng thành phố, Metz, đội đã giành được danh hiệu Ligue 2. Kết quả đảm bảo ASNL tránh khỏi xuống hạng. Bassi đã kết thúc mùa giải với 31 lần ra sân, 6 bàn thắng và 2 đường kiến tạo trong khi Nancy đứng ở vị trí thứ 14 trên bảng xếp hạng. Trong mùa giải, Bassi đã đồng ý gia hạn hợp đồng đến tháng 6 năm 2021.
Trong kỳ chuyển nhượng mùa hè 2019, Bassi muốn gia nhập Metz và đoàn tụ với cựu huấn luyện viên Nancy, Vincent Hognon. Metz đưa ra lời đề nghị khoảng 1,5 triệu euro, nhưng ASNL từ chối bán cho đối thủ của họ. Trong khi Bassi cố gắng thúc ép, anh đã tập luyện với đội dự bị và không thi đấu trong 6 trận đầu tiên của mùa giải Ligue 2 hoặc trong 2 trận đầu tiên của họ ở Cúp Liên đoàn bóng đá Pháp. Sau khi không có câu lạc bộ nào đáp ứng được mức giá mà Nancy yêu cầu, Bassi trở lại đội 1. Anh xuất hiện lần đầu tiên trong mùa giải ở vòng 7, bắt đầu với trận hòa 1-1 với Guingamp vào ngày 13 tháng 9.  Một tuần sau, Bassi ghi bàn thắng và pha kiến tạo đầu tiên trong mùa giải giúp ASNL đánh bại Chambly Oise 3–0. Vào tháng 3 năm 2020, FFF quyết định kết thúc mùa giải do COVID-19. Bassi kết thúc mùa giải với 22 lần ra sân, 4 bàn thắng và 3 đường kiến tạo ở Ligue 2, với Nancy đứng thứ 12 trên BXH sau 28 trận đã đấu.  Anh cũng đã có 1 bàn thắng và 2 pha kiến tạo trong 4 lần ra sân tại Cúp Liên đoàn bóng đá Pháp.
Bassi ghi 7 bàn và có 3 pha kiến tạo sau 19 lần ra sân ở mùa giải 2020–21, tất cả đều ở Ligue 2, giúp Nancy đứng thứ 8 trên bảng xếp hạng.

### Metz
Ngày 19 tháng 5 năm 2021, anh đã ký hợp đồng chuyển nhượng tự do với đối thủ cùng thành phố của Nancy, Metz, đồng ý với một hợp đồng bốn năm có hiệu lực từ ngày 1 tháng 7. Anh ra mắt cho Les Grenats vào ngày 16 tháng 8, khi xuất phát ngay từ đầu và thi đấu 60 phút trong trận thua 2–0 trước Nantes. Bassi đã có 6 lần ra sân ở đội 1 cho Metz trước khi được đem cho mượn. Metz kết thúc giải ở vị trí thứ 19 và xuống chơi tại Ligue 2.

#### Cho mượn tại Barnsley
Vào ngày 31 tháng 1 năm 2022, Bassi gia nhập câu lạc bộ Barnsley tại EFL Championship dưới dạng cho mượn cho phần còn lại của mùa giải 2021–22. Anh ra mắt Barnsley vào ngày 2 tháng 2, khi vào sân từ băng ghế dự bị trong trận thua 1-0 trước Cardiff City.  Vào ngày 26 tháng 2, anh ghi bàn thắng đầu tiên cho Barnsley khi lập cú đúp và có 1 pha kiến tạo giúp Barnsley giành chiến thắng 3–2 trước Middlesbrough. The loan was terminated on 26 April with three games left in the season and Barnsley already relegated. Bassi đã có 15 lần ra sân, ghi 2 bàn thắng và có 5 pha kiến tạo trong các trận đấu ở giải quốc nội, nhưng Barnsley đứng thứ 24 tại Championship và phải xuống chơi tại EFL League One.
Bassi đã có 4 lần ra sân cho Metz trong mùa giải 2022–23 trước khi bị bán.

### Houston Dynamo
Vào ngày 23 tháng 1 năm 2023, Bassi được bán cho câu lạc bộ Houston Dynamo tại MLS với mức phí chuyển nhượng 1,5 triệu đô la. Anh ra mắt cho Dynamo vào ngày 4 tháng 3, vào sân từ băng ghế dự bị trong trận thua 3–0 trước New England Revolution. Bassi ghi bàn thắng đầu tiên cho Dynamo vào ngày 18 tháng 3 để giúp đội nhà đánh bại Austin FC 2–0. Vào ngày 8 tháng 4, Bassi ghi một cú đúp trong chiến thắng 3–0 trước LA Galaxy. Bàn thắng đầu tiên của anh trong trận đấu là một quả phạt đền, đưa anh trở thành cầu thủ đầu tiên trong lịch sử MLS ghi bàn trên chấm phạt đền trong 4 trận liên tiếp.

## Sự nghiệp quốc tế
Bassi sinh ra tại Pháp và là người gốc Maroc. Anh ra mắt cho đội tuyển U-21 Maroc trong trận thua 4–0 trước U-21 Ý vào ngày 11 tháng 10 năm 2017.

## Thống kê sự nghiệp
Tính đến 13 tháng 7 năm 2023
| Câu lạc bộ          | Mùa giải            | Giải đấu               | Giải đấu | Giải đấu | Cúp quốc gia | Cúp quốc gia | League Cup | League Cup | Châu lục | Châu lục | Tổng cộng | Tổng cộng |
| Câu lạc bộ          | Mùa giải            | Hạng                   | Trận     | Bàn      | Trận         | Bàn          | Trận       | Bàn        | Trận     | Bàn      | Trận      | Bàn       |
| ------------------- | ------------------- | ---------------------- | -------- | -------- | ------------ | ------------ | ---------- | ---------- | -------- | -------- | --------- | --------- |
| Nancy II            | 2015–16             | CFA 2                  | 21       | 5        | —            | —            | —          | —          | —        | —        | 23        | 5         |
| Nancy II            | 2016–17             | CFA 2                  | 22       | 6        | —            | —            | —          | —          | —        | —        | 22        | 6         |
| Nancy II            | 2017–18             | Championnat National 3 | 0        | 0        | —            | —            | —          | —          | —        | —        | 0         | 0         |
| Nancy II            | 2018–19             | Championnat National 3 | 3        | 0        | —            | —            | —          | —          | —        | —        | 3         | 0         |
| Nancy II            | Tổng cộng           | Tổng cộng              | 46       | 11       | 0            | 0            | 0          | 0          | 0        | 0        | 46        | 11        |
| Nancy               | 2016–17             | Ligue 1                | 1        | 0        | 0            | 0            | 0          | 0          | —        | —        | 1         | 0         |
| Nancy               | 2017–18             | Ligue 2                | 33       | 7        | 3            | 1            | 1          | 0          | —        | —        | 37        | 8         |
| Nancy               | 2018–19             | Ligue 2                | 31       | 6        | 2            | 0            | 2          | 0          | —        | —        | 35        | 6         |
| Nancy               | 2019–20             | Ligue 2                | 22       | 4        | 4            | 1            | 1          | 0          | —        | —        | 27        | 5         |
| Nancy               | 2020–21             | Ligue 2                | 19       | 7        | 0            | 0            | —          | —          | —        | —        | 19        | 7         |
| Nancy               | Tổng cộng           | Tổng cộng              | 106      | 24       | 9            | 2            | 4          | 0          | 0        | 0        | 119       | 26        |
| Metz II             | 2021–22             | Championnat National 2 | 2        | 1        | —            | —            | —          | —          | —        | —        | 2         | 1         |
| Metz II             | 2022–23             | Championnat National 2 | 4        | 0        | —            | —            | —          | —          | —        | —        | 4         | 0         |
| Metz II             | Tổng cộng           | Tổng cộng              | 6        | 1        | 0            | 0            | 0          | 0          | 0        | 0        | 6         | 1         |
| Metz                | 2021–22             | Ligue 1                | 5        | 0        | 1            | 0            | —          | —          | —        | —        | 6         | 0         |
| Metz                | 2022–23             | Ligue 2                | 4        | 0        | 0            | 0            | —          | —          | —        | —        | 4         | 0         |
| Metz                | Tổng cộng           | Tổng cộng              | 9        | 0        | 1            | 0            | 0          | 0          | 0        | 0        | 10        | 0         |
| Barnsley (mượn)     | 2021–22             | EFL Championship       | 15       | 2        | 1            | 0            | 0          | 0          | —        | —        | 16        | 2         |
| Houston Dynamo      | 2023                | MLS                    | 19       | 8        | 0            | 0            | 0          | 0          | 0        | 0        | 15        | 8         |
| Tổng cộng sự nghiệp | Tổng cộng sự nghiệp | Tổng cộng sự nghiệp    | 201      | 46       | 11           | 2            | 4          | 0          | 0        | 0        | 212       | 48        |

1. ↑  Bao gồm Cúp bóng đá Pháp, Cúp FA, và Cúp Lamar Hunt Mỹ mở rộng
2. ↑  Bao gồm Cúp Liên đoàn bóng đá Pháp, Cúp EFL, và MLS Cup Playoffs